# Rosencrantz

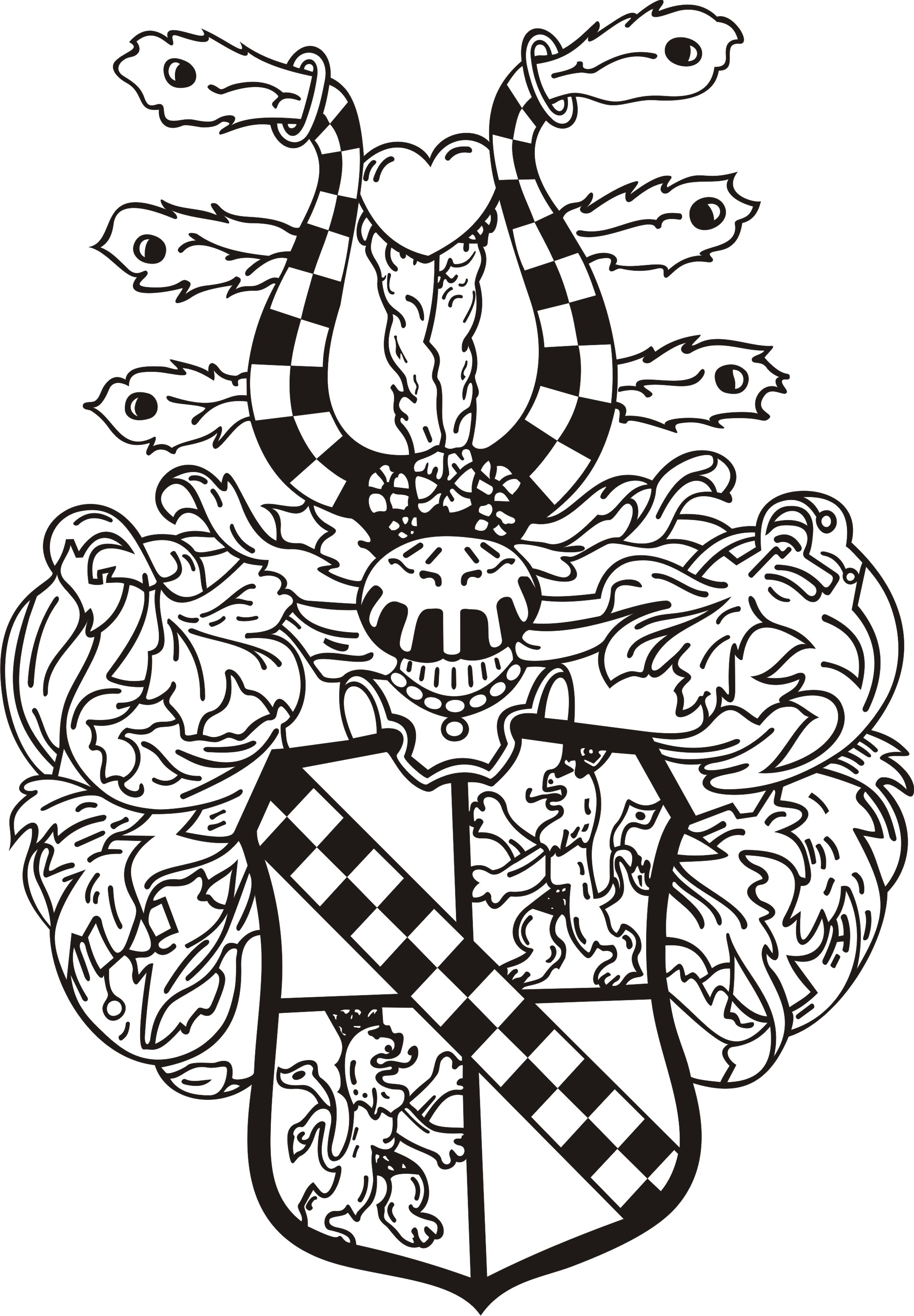
.

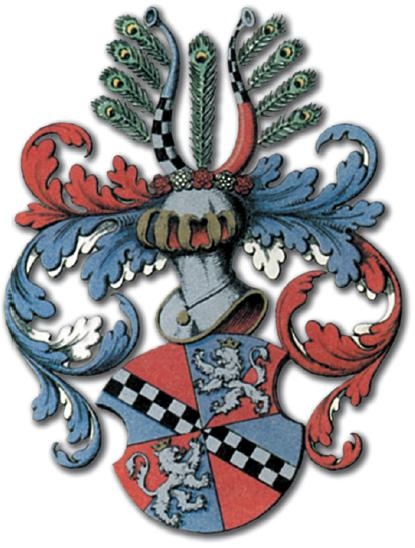
Ätten Rosencrantzs vapensköld som det såg ut under 1500-talet.

Rosencrantz är en uradlig dansk ätt, som i Sverige har adlig rang och i Danmark friherrlig.
Ättens stamfader var Niels Iversen som levde i mitten av 1300-talet. Kammarherre Werner Rosenkrantz till Villestrup blev 7 mars 1757 upphöjd i friherrligt stånd. Den danska linjen skriver sig Rosenkrantz.

## Ättens äldsta historia
I ingressen till Anreps ättartavlor återges en legend om att ätten skulle härstamma från en dansk kungason vid namn Stygge på 600-talet som skulle ha varit gift med en dotter till kung Kedowall i England. Ätten kan med säkerhet beläggas från 1300-talet, med drotsen Iver (levde 1308) på Hevringsholm. En gren av släkten bosatte sig under 1500-talet på Glimmingehus och Örup i Skåne, med Erik Axelsen Rosenkrantz (1515-1591) till Landting som till första hustru hade Margareta Ulfstand (-1582) som ärvde Glimmingehus av fadern och Örup av modern. De fick två söner, Axel Eriksen Rosencrantz (1552-1630), gift med Mette Pallesdatter Grubbe (1560-1640), övertog Glimmingehus och blev som stamfader för släktens Glimmingehus-linjen, och Børge Eriksen Rosencrantz (1554-1616), gift med Margrethe Pallesdatter Juel (-efter 1608), till Skovgård, som övertog Örup och betraktas som stamfader för släktens Örup-linjen. Axel Rosencrantz, som tjänade 1611 under Kalmarkriget, och ansågs 1625  vara den rikaste mannen i Skåne. Bland hans barn är värt att nämna Holger Axelsen Rosenkrantz (1586-1646), kallad "de rika", som deltog i Kalmarkriget med ett självförvärvat kompagni, 1614-1617 länsherre på Roskildegård, 1617-1620 länsherre i Halmstad, 1620-1625 på Laholm, 1621 ryttmästare, 1625-1645 hövitsman på Bornholm, som han överlämnade till svenskarna 1645  och åtalades därför, men frikändes 1646. Holger Axelsens sonson, Holger Mogensen Rosencrantz (1652-1715) till Glimmingehus, som hade inga barn och sammanställde en släkttavla över de svenska familjemedlemmarna, inrättade 1713 en fideikommiss för sin brorson Holger Mogensen (1699-1751). Han ärvde Glimmingehus från sin farbror, med vilken han uppfostrades, men blev tvungen att sälja gård och gods till sin frus kusin ChristinaPiper, som hade samma namn som frun. Flera ättlingar till Glimmingehus naturaliserades som svensk adel när Skåne tillföll Sverige, men slocknade på svärdssidan med dessa. Det finns även ättlingar i Ryssland, bland andra Ekaterina Rozenkrants  och Alexandra Rozenkrants som är en av den kvarstående släkten från familjen och döttrar till Vladimir Rozenkrants.

## Svenske stamfadern och närmaste ättlingar
Grenen från Børge Rosencrantz till Örup införskaffade också Fröllinge i Halland. En ättling, Holger Rosencrantz (1688-1758) till Örup, naturaliserades som svensk adelsman 1752, och introducerades i Riddarhuset på nummer 1967. Han gifte sig med kungligt tillstånd med den ofrälse Anna Magdalena Poppelman (1689-1744), vars far var överinspektor för sjötullen i Skåne. Från dem fortlevde ätten genom sonen överstelöjtnant Carl Jacob Rosencrantz (1723-1812) till Örup, som till hustru hade Engel Elisabeth Berg von Linde, (1754-1822), dotter till Otto Adrian Berg, adlad Berg von Linde og Eva Charlotta Ulfvenklou, dotter av majoren Henrik Ulfvenklou. Carl Jacob Rosencrantz räknas som stamfader for den nyare skånska släkten.
Från sistnämnda makar delades ätten i två grenar: den äldre grenen och den adopterade grenen.

### Den äldre grenen
Den äldre grenen utgår från majoren i armén Holger Otto Rosencrantz (1780-1840) och dennes hustru Ulrica Beata Sophia Eleonora Elisabeth (1796-1857), född  Schönström, till Gyllebo, vars mor var en von Schantz. Till denna gren hör huvudmannagrenen av ätten som härstammar från kammarherren Carl Albrecht Holger Rosencrantz (1823-1912) och hans hustru Adéle Sylvan (1845-1923), som var Glimmingehus sista privata ägare när hon avled 1923. En yngre gren av ätten ägde Gärsnäs slott till mitten av 1900-talet.

### Den adopterade grenen
Holger Otto Rosencrantz hade en syster, Engel Eleonora Rosencrantz (1778-1841), som blev gift 1793 med Peter Christian Sylvan (1765-1814). Han var son till stadskassören och köpman i Ystad och Sigrid Maria Berg, dotter en kornett. Peter Christian Sylvan adopterades på sin hustrus adliga namn 1805 och introducerades 1807 i riddarhuset på samma nummer två år senare. Såväl den adopterade som den äldre grenen fortlever.

## Namnet i nutiden
Namnet bärs både i Sverige och Danmark av personer som skriver det på flera olika sätt. Offentlig statistik uppger att följande antal personer den 31 december 2019 var bosatta i Sverige med namnvarianterna
- Rosemkrantz 27
- Rosencrantz 181
- Rosenkranz 23
- Rosenkrans 12
- Rosencranz 5

För Danmark är motsvarande siffror
- Rosenkrantz 245
- Rosencrantz 0
- Rosenkranz 30
- Rosenkrans 33

Totalt blir detta 248 personer för Sverige och 308 personer för Danmark.

## Personer med efternamnet Rosencrantz eller med varianter av detta namn
- Alfred Rosenkrantz (1898–1974), dansk geolog
- Axel Albrecht Henrik Rosencrantz (1835–1899), svensk ryttmästare och amatörmålare
- Barbara Rosenkranz (född 1958), österrikisk politiker
- Birgitte Rosenkrantz (död 1663), dansk adelsdam
- Erik Rosenkrantz, flera personer
  - Erik Rosenkrantz (1519–1575), dansk adelsman
  - Erik Rosenkrantz (1612–1681), dansk adelsman
- Fredrik Rosencrantz (1879–1957), svensk ryttare
- Gunde Rosenkrantz (1604–1675), dansk adelsman
- Henrik Rosencrantz (död 1537), dansk adelsman och länsherre
- Henrik Ludvig Rosencrantz (1783–1849), svensk militär
- Holger Rosenkrantz, flera personer
  - Holger Rosenkrantz (1517–1575), dansk hovman
  - Holger Rosenkrantz (1574–1642), dansk adelsman
- Iver Rosenkrantz (1674–1745), svensk statsman
- Jessica Rosencrantz (född 1987), svensk politiker, moderat
- Justine Cathrine Rosenkrantz (död 1746), dansk hovdam och politisk agent
- Jørgen Rosenkrantz, flera personer
  - Jørgen Rosenkrantz (1523–1596), dansk diplomat
  - Jørgen Rosenkrantz (1607–1675), dansk adelsman
- Karl Rosenkranz (1805–1879), tysk filosof
- Mette Rosenkrantz (omkring 1633–1688), dansk adelsdam
- Palle Rosenkrantz (författare) (1867–1941), dansk jurist och författare
- Timme Rosenkrantz (1911–1969), dansk journalist och jazzmusiker
- Wilhelm Rosenkrantz (1821–1874), tysk filosof